# امبواساری
امبواساری (به لاتین: Amboasary) یک منطقهٔ مسکونی در ماداگاسکار است که در آنوسی (ماداگاسکار) واقع شده‌است.